# La Planque
La Planque è un film del 2011 diretto da Akim Isker.

## Distribuzione
Il film è stato distribuito da Europa Corp. per il territorio francese a partire dal 7 settembre del 2011. In Italia il film viene distribuito direttamente per il mercato home video, arrivando in televisione nel febbraio 2013 su Rai 4.

## Accoglienza

### Incassi
Il film è stato distribuito in Francia per un solo fine settimana in 145 cinema, incassando 299.572 dollari.